# Diego Polo
Diego Polo (Burgos, 1610 ca. – Madrid, 1665) è stato un pittore spagnolo del periodo barocco.

## Biografia

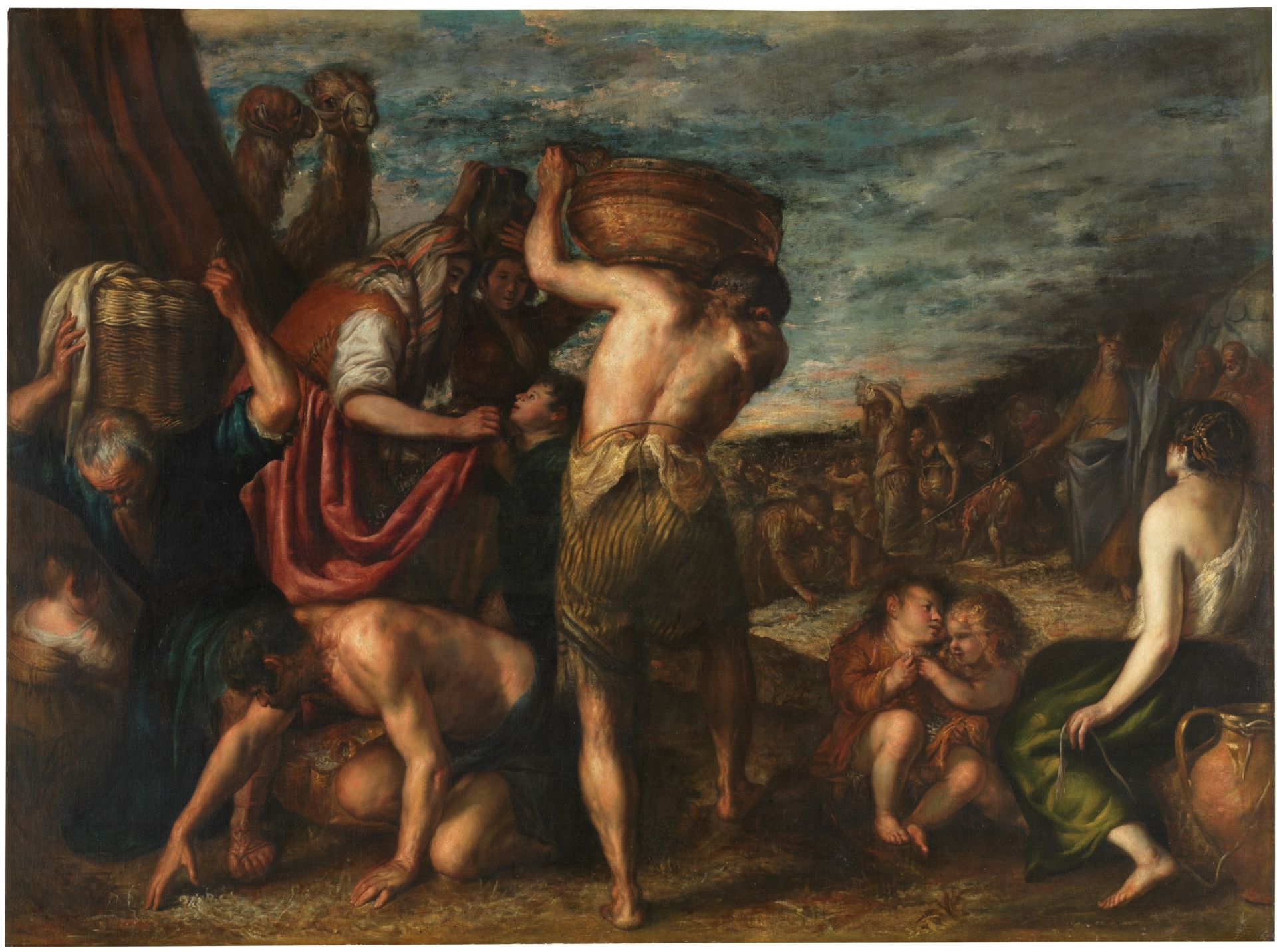
La raccolta della manna, olio su tela, 187 x 238 cm, Madrid, Museo del Prado. La fluidità della pennellata e il trattamento delle carnagioni avvicinano l'opera di Polo a modelli di Tiziano.

Nipote di un Diego Polo il Vecchio, del quale Antonio Palomino dice che era «buon pittore di nature della Castiglia», la sua vita è poco nota.
Discepolo di Antonio Lauchares a Madrid, completò la sua formazione sui testi della pittura veneziana delle collezioni reali.
È recente l'attribuzione al pittore di opere quali la Raccolta della manna e il San Rocco, entrambe ora conservate al Museo del Prado, la Flagellazione di san Gerolamo e la Madonna penitente, ambedue all'Escorial di Madrid.
Le sue opere rivelano nella libera fattura e nella ricchezza del cromatismo il riferimento all'ultimo Tiziano.